# Бабаназарова, Мариника Маратовна
Мари́ника Мара́товна Бабаназа́рова (урождённая Нурмухаме́дова, род. 7 сентября 1955) — советский и узбекский музейный работник, искусствовед. Директор Государственного музея искусств имени И. В. Савицкого в Нукусе (1984—2015). Во время директорства Мариники Бабаназаровой музей получил мировую известность и метафорическое название «Лувр в пустыне» — за уникальную (вторую в мире) коллекцию русского авангарда в неожиданном для иностранцев месте.

## Биография
Мариника Нурмухамедова родилась 7 сентября 1955 года в семье учёного-филолога, первого каракалпака — академика АН Узбекской ССР, крупного партийного функционера Марата Нурмухамедова.
Окончила факультет романо-германской филологии Ташкентского государственного университета (ТашГУ) по специальности «английская филология» и заочно искусствоведческий факультет Ташкентского театрально-художественного института имени А. Н. Островского (ТГТХИ) по специальности «искусствовед» с дипломом на тему «Игорь Савицкий — художник, искусствовед, создатель музея».
В 1977—1983 годах работала преподавателем английского языка в Нукусском государственном университете.
В 1983—1984 годах — учёный секретарь и главный хранитель Каракалпакского государственного музея искусств в Нукусе (в настоящее время — Государственный музей искусств имени И. В. Савицкого).
С 1984 года по сентябрь 2015 года — директор Каракалпакского государственного музея искусств. Возглавила музей после смерти его основателя, друга её отца Игоря Савицкого. Во время директорства Мариники Бабаназаровой музей получил мировую известность и метафорическое название «Лувр в пустыне» — за уникальную (вторую в мире) коллекцию русского авангарда в неожиданном для иностранцев месте.
Стажировалась в Лувре (1998), Британском музее (2000); изучала музейное дело в США (1993), Франции (1998), Австрии (2002), Швеции (1999, 2003) и Голландии (2007).
С 1998 года по 2015 год была членом Центральной избирательной комиссии Республики Узбекистан.
Владеет русским, английским и французским языками.

### Семья
Отец — Марат Коптлеуич Нурмухамедов, советский и узбекский филолог, академик АН Узбекской ССР; глава Каракалпакского отделения Академии наук Узбекской ССР, вице-президент АН Узбекской ССР. Секретарь обкома партии Каракалпакии по идеологии.

## Награды и звания
- Орден «Дустлик» (Узбекистан, 1996)[9]
- Орден «Фидокорона хизматлари учун» (Узбекистан, 2004)[10]
- Кавалер ордена Искусств и литературы (Франция, 2013)[3][11]
- Заслуженный работник культуры Республики Каракалпакстан[1]

## Фильмография
- 2010 — «Пустыня запрещённого искусства» (The Desert of Forbidden Art, США), документальный фильм об Игоре Савицком с участием Мариники Бабаназаровой[4][5].